# Celtchar mac Uthechair
Celtchar mac Uthechair ['kʴeltxar mak 'uθʴexirʴ], auch Celtchar mac Uthidir, ist der Name eines Helden und Königs, der im Ulster-Zyklus der keltischen Mythologie Irlands genannt wird.

## Mythologie
Celtchars Wohnsitz ist der Dún Lethglaise (Mound of Down, bei Rathkeltair, irisch  Ráth Celtchair in Downpatrick, County Down). Sein Speer Lúin Cheltchair ist so blutgierig, dass er in einem Kessel mit giftiger Brühe abgekühlt werden muss. Als späterer Besitzer dieses Speeres wird in der Táin Bó Cuailnge („Der Rinderraub von Cooley“) der Krieger Dubthach genannt.
In der Erzählung Scéla mucce Meic Dathó („Die Geschichte von Mac Dathós Schwein“) wird Celtchar als großer, grauer und überaus schrecklicher Krieger bezeichnet. Cet mac Mágach wirft ihm allerdings vor, er habe ihn in seinem eigenen Haus mit dem Speer entmannt und verweigert Cheltchar deshalb den Heldenbissen. In Serglige Con Chulainn ocus oenét Emire („Cú Chulainns Krankenlager und die einzige Eifersucht Emers“) nennt man ihn den „Listenreichen“. In der Táin Bó Cúailnge („Der Rinderraub von Cooley“) gelingt es ihm, gemeinsam mit Conchobar mac Nessa acht entführte Ulster-Frauen vom Hofe der Königin Medb von Connacht zu befreien.
Sein Tod als Folge seines Eifersuchtsmordes an Blaí Briugu, der mit Celtchars Frau Brig Bretach geschlafen hatte, wird in der Sage Aided Cheltchair maic Uthechair („Der Tod Cheltchars, des Sohnes Uthechars“) beschrieben.